# RT-20弹道导弹
RT-20地对地弹道导弹（俄语：РТ-20；工程代号：8K99）苏联在冷战时期研制的一种远程弹道导弹。这种导弹的北约代号为SS-15“啬徒”（Scrooge）。
RT-20的设计始自1960年代初。它是一种两级固体弹道导弹，采用机动发射方式。关于其射程有不同估计，一般认为在5000千米到6000千米之间。因此它可以被视为准洲际弹道导弹。
RT-20的研制工作在1968年被下令停止，导弹没有实际部署。

## RT-20的一些参数
以下数据皆为估计值：
- 弹体长度：18米~20米
- 弹体直径：1.8米~2米
- 起飞质量：30吨
- 战斗部：1枚核弹头，当量约100万吨TNT
- CEP：2千米

## 资料来源
- 《航天知识百科》，ISBN 7-105-03515-3